# Copa do Mundo de Futebol Feminino Sub-20 de 2022
A Copa do Mundo de Futebol Feminino Sub-20 de 2022 foi a décima edição do torneio realizado sob chancela da Federação Internacional de Futebol (FIFA), sendo restrito a jogadoras com idade máxima de 20 anos. Foi realizado na Costa Rica entre 10 e 28 de agosto.
Numa revanche da final de 2018, a Espanha deu o troco no Japão e venceu a final por 3–1, conquistando o seu primeiro título na categoria. Na disputa pelo terceiro lugar, o Brasil goleou os Países Baixos por 4–1, retornando ao pódio da competição pela primeira vez desde 2006.

## Candidatura
Costa Rica e Panamá foram originalmente selecionados como anfitriões da Copa do Mundo de 2020 em 20 de dezembro de 2019, mas a desistência do Panamá deixou a Costa Rica como única sede. No entanto em 17 de novembro de 2020, a FIFA anunciou o adiamento e posteriormente o cancelamento da edição de 2020 devido à pandemia de COVID-19. Com isso, a Costa Rica foi apontada automaticamente como anfitriã da competição em 2022.

## Seleções qualificadas
Um total de 16 seleções se qualificaram para o torneio final, sendo que a nação anfitriã (Costa Rica) já tinha vaga garantida automaticamente. As demais 15 seleções advieram de torneios continentais realizados pelas seis confederações do futebol associadas à FIFA. O número de vagas para cada confederação foi apresentado em outubro de 2020.
| Confederação                                  | Torneio de qualificação                                                                          | Classificado (s)                      |
| --------------------------------------------- | ------------------------------------------------------------------------------------------------ | ------------------------------------- |
| AFC (Ásia)                                    | Nomeados pela AFC com base no Campeonato Asiático Sub-19 de 2019 (edição de 2022 foi cancelada)  | Japão Coreia do Sul Austrália         |
| CAF (África)                                  | Torneio Qualificatório Africano Sub-20 de 2022                                                   | Gana Nigéria                          |
| CONCACAF (América do Norte, Central e Caribe) | Campeonato da CONCACAF Sub-20 de 2022                                                            | Estados Unidos México Canadá          |
| CONMEBOL (América do Sul)                     | Campeonato Sul-Americano Sub-20 de 2022                                                          | Brasil Colômbia                       |
| OFC (Oceania)                                 | Nomeado pela OFC com base no Campeonato da Oceania Sub-19 de 2019 (edição de 2021 foi cancelada) | Nova Zelândia                         |
| UEFA (Europa)                                 | Nomeados pela UEFA com base no Campeonato Europeu Sub-19 de 2019 (edição de 2021 foi cancelada)  | França Alemanha Espanha Países Baixos |
| País sede                                     | País sede                                                                                        | Costa Rica                            |

## Sedes
Em 10 de agosto de 2021, foram anunciadas as duas cidades-sede.
| San José Alajuela | San José           | Alajuela                      |
| ----------------- | ------------------ | ----------------------------- |
| San José Alajuela | Estádio Nacional   | Estádio Alejandro Morera Soto |
| San José Alajuela | Capacidade: 35 175 | Capacidade: 17 895            |
| San José Alajuela |                    |                               |

## Arbitragem
Esta é a lista de árbitras e assistentes que atuaram no torneio. Pela primeira vez na história da competição foi utilizado o árbitro assistente de vídeo (VAR).
| Confederação | Árbitras (14)                                                                   | Assistentes (26) | Árbitras de vídeo (14)                                                                                                 |
| ------------ | ------------------------------------------------------------------------------- | --- | --- |
| AFC          | AUS Lara Lee KOR Kim Yu-jeong                                                   | KOR Park Mi-suk PLE Heba Saadieh KGZ Ramina Tsoi VIE Trương Thị Lệ Trinh                                                                              | AUS Sarah Ho AUS Kate Jacewicz (AVAR)                                                                                  |
| CAF          | RSA Akhona Makalima TOG Vincentia Amedome                                       | CMR Carine Atezambong MLI Fanta Kone NGA Mimisen Iyorhe ZAM Diana Chikotesha                                                                          | MAR Bouchra Karboubi MAR Fatiha Jermoumi (AVAR)                                                                        |
| CONCACAF     | CRC Marianela Araya MEX Francia González USA Tori Penso                         | CAN Chantal Boudreau CUB Ivette Santiago MEX Enedina Caudillo MEX Sandra Ramírez SUR Mijensa Rensch USA Brooke Mayo                                   | HON Melissa Borjas NCA Tatiana Guzman                                                                                  |
| CONMEBOL     | VEN Emikar Calderas PER Elizabeth Tintaya (reserva)                             | COL Mary Blanco VEN Migdalia Rodríguez | ARG Salomé di Iorio BRA Daiane Muniz dos Santos CHI Maria Belén Carvajal                                               |
| OFC          | NZL Anna-Marie Keighley                                                         | NZL Sarah Jones SAM Maria Salamasina | |
| UEFA         | FIN Lina Lehtovaara ESP Marta Huerta de Aza SWE Tess Olofsson WAL Cheryl Foster | AUT Sara Telek CYP Polyxeni Irodotou ESP Guadalupe Porras EST Karolin Kaivoja HUN Katalin Török POL Katarzyna Wójs SWE Almira Spahić SUI Susanne Küng | FRA Maïka Vanderstichel SUI Esther Staubli BEL Ella De Vries (AVAR) ESP Eliana Fernández (AVAR) ENG Sian Massey (AVAR) |

## Sorteio
O sorteio oficial ocorreu em 5 de maio de 2022 no Teatro Nacional da Costa Rica, em San José. As seleções foram alocadas com base em seus desempenhos nas últimas cinco Copas do Mundo Femininas Sub-20, com cinco pontos de bônus adicionados a cada um das atuais campeãs de cada confederação que venceram seu respectivo torneio de qualificação (para este ciclo).
A anfitriã Costa Rica foi automaticamente designada na posição A1. Equipes da mesma confederação não puderam ser sorteadas no mesmo grupo.
| Pote 1                                   | Pote 2                                        | Pote 3                                          | Pote 4                                          |
| ---------------------------------------- | --------------------------------------------- | ----------------------------------------------- | ----------------------------------------------- |
| - Costa Rica - Alemanha - Japão - França | - Estados Unidos - Nigéria - México - Espanha | - Brasil - Coreia do Sul - Gana - Nova Zelândia | - Países Baixos - Canadá - Colômbia - Austrália |

## Fase de grupos
Os vencedores e os segundos colocados de cada grupo avançaram para as quartas de final.
Critérios de desempate
Os critérios para desempate é determinado da seguinte forma:
1. Pontos em confrontos diretos entre equipes empatadas;
2. Diferença de gols em confrontos diretos entre equipes empatadas;
3. Gols marcados em confrontos diretos entre equipes empatadas;
4. Pontos de fair play em todos os jogos do grupo:
  1. Primeiro cartão amarelo: menos 1 ponto;
  2. cartão vermelho indireto (segundo cartão amarelo): menos 3 pontos;
  3. cartão vermelho direto: menos 4 pontos;
  4. cartão amarelo e cartão vermelho direto: menos 5 pontos;
5. Sorteio

Todas as partidas seguem o fuso horário local (UTC−6).

### Grupo A
| Pos | Equipe         | Pts | J | V | E | D | GP | GC | SG  | Classificado |
| --- | -------------- | --- | - | - | - | - | -- | -- | --- | ------------ |
| 1   | Espanha        | 7   | 3 | 2 | 1 | 0 | 8  | 0  | +8  | Fase final   |
| 2   | Brasil         | 7   | 3 | 2 | 1 | 0 | 7  | 0  | +7  | Fase final   |
| 3   | Austrália      | 3   | 3 | 1 | 0 | 2 | 3  | 6  | −3  |              |
| 4   | Costa Rica (H) | 0   | 3 | 0 | 0 | 3 | 1  | 13 | −12 |              |

| 10 de agosto | Espanha | 0 – 0     | Brasil | Estádio Nacional, San José             |
| 17:00        |         | Relatório |        | Público: 9 819 Árbitro: USA Tori Penso |

| 10 de agosto | Costa Rica | 1 – 3     | Austrália                                 | Estádio Nacional, San José                 |
| 20:00        | Pinell 19' | Relatório | Hunter 37' (pen) · Henry 38' · Fenton 72' | Público: 22 506 Árbitro: SWE Tess Olofsson |

| 13 de agosto | Brasil                   | 2 – 0     | Austrália | Estádio Alejandro Morera Soto, Alajuela   |
| 14:00        | Priscila 26' · Aline 46' | Relatório |           | Público: 1 759 Árbitro: WAL Cheryl Foster |

| 13 de agosto | Costa Rica | 0 – 5     | Espanha                                                                          | Estádio Nacional, San José                   |
| 20:00        |            | Relatório | Majarín 26' · Mingueza 33' · Gabarro 62' (pen) · Elexpuru 74' · Paralluelo 90+4' | Público: 22 446 Árbitro: VEN Emikar Calderas |

| 16 de agosto | Brasil                                                                          | 5 – 0     | Costa Rica | Estádio Nacional, San José                   |
| 20:00        | Rafa Levis 27', 53' (pen) · Pati Maldaner 63' · Aline 75' · Mileninha 88' (pen) | Relatório |            | Público: 11 923 Árbitro: FIN Lina Lehtovaara |

| 16 de agosto | Austrália | 0 – 3     | Espanha               | Estádio Alejandro Morera Soto, Alajuela    |
| 20:00        |           | Relatório | Gabarro 19', 24', 61' | Público: 939 Árbitro: MEX Francia González |

### Grupo B
| Pos | Equipe        | Pts | J | V | E | D | GP | GC | SG | Classificado |
| --- | ------------- | --- | - | - | - | - | -- | -- | -- | ------------ |
| 1   | Colômbia      | 5   | 3 | 1 | 2 | 0 | 3  | 2  | +1 | Fase final   |
| 2   | México        | 5   | 3 | 1 | 2 | 0 | 2  | 1  | +1 | Fase final   |
| 3   | Alemanha      | 3   | 3 | 1 | 0 | 2 | 3  | 2  | +1 |              |
| 4   | Nova Zelândia | 2   | 3 | 0 | 2 | 1 | 3  | 6  | −3 |              |

| 10 de agosto | Alemanha | 0 – 1     | Colômbia  | Estádio Alejandro Morera Soto, Alajuela     |
| 11:00        |          | Relatório | Muñoz 87' | Público: 1 158 Árbitro: CRC Marianela Araya |

| 10 de agosto | Nova Zelândia      | 1 – 1     | México      | Estádio Alejandro Morera Soto, Alajuela  |
| 14:00        | Cazares 31' (g.c.) | Relatório | Vázquez 45' | Público: 1 007 Árbitro: KOR Kim Yu-jeong |

| 13 de agosto | Alemanha                                         | 3 – 0     | Nova Zelândia | Estádio Alejandro Morera Soto, Alajuela       |
| 11:00        | Fröhlich 58' · Weidauer 64' (pen) · Corley 90+4' | Relatório |               | Público: 1 391 Árbitro: TOG Vincentia Amedome |

| 13 de agosto | México | 0 – 0     | Colômbia | Estádio Nacional, San José                |
| 17:00        |        | Relatório |          | Público: 9 336 Árbitro: SWE Tess Olofsson |

| 16 de agosto | Colômbia         | 2 – 2     | Nova Zelândia            | Estádio Nacional, San José             |
| 17:00        | Caicedo 10', 63' | Relatório | Clegg 3' · Lancaster 71' | Público: 3 378 Árbitro: USA Tori Penso |

| 16 de agosto | México         | 1 – 0     | Alemanha | Estádio Alejandro Morera Soto, Alajuela     |
| 17:00        | Villanueva 59' | Relatório |          | Público: 1 218 Árbitro: RSA Akhona Makalima |

### Grupo C
| Pos | Equipe        | Pts | J | V | E | D | GP | GC | SG | Classificado |
| --- | ------------- | --- | - | - | - | - | -- | -- | -- | ------------ |
| 1   | Nigéria       | 9   | 3 | 3 | 0 | 0 | 5  | 1  | +4 | Fase final   |
| 2   | França        | 6   | 3 | 2 | 0 | 1 | 4  | 2  | +2 | Fase final   |
| 3   | Coreia do Sul | 3   | 3 | 1 | 0 | 2 | 2  | 2  | 0  |              |
| 4   | Canadá        | 0   | 3 | 0 | 0 | 3 | 2  | 8  | −6 |              |

| 11 de agosto | França | 0 – 1     | Nigéria       | Estádio Nacional, San José                 |
| 17:00        |        | Relatório | Sabastine 85' | Público: 723 Árbitro: MEX Francia González |

| 11 de agosto | Canadá | 0 – 2     | Coreia do Sul                          | Estádio Nacional, San José                |
| 20:30        |        | Relatório | Courtnall 53' (g.c.) · Mun Ha-yeon 62' | Público: 839 Árbitro: FIN Lina Lehtovaara |

| 14 de agosto | Coreia do Sul | 0 – 1     | Nigéria        | Estádio Alejandro Morera Soto, Alajuela       |
| 15:15        |               | Relatório | Onyenezide 83' | Público: 482 Árbitro: ESP Marta Huerta de Aza |

| 14 de agosto | França                              | 3 – 1     | Canadá      | Estádio Nacional, San José                      |
| 20:00        | Folquet 51', 66' · Mbakem-Niaro 89' | Relatório | Smith 90+6' | Público: 1 327 Árbitro: NZL Anna-Marie Keighley |

| 17 de agosto | Coreia do Sul | 0 – 1     | França           | Estádio Nacional, San José                  |
| 20:00        |               | Relatório | Mbakem-Niaro 74' | Público: 979 Árbitro: TOG Vincentia Amedome |

| 17 de agosto | Nigéria                                       | 3 – 1     | Canadá   | Estádio Alejandro Morera Soto, Alajuela |
| 20:00        | Onyenezide 24' (pen), 32' (pen) · Olise 90+1' | Relatório | Novak 2' | Público: 973 Árbitro: AUS Lara Lee      |

### Grupo D
| Pos | Equipe         | Pts | J | V | E | D | GP | GC | SG | Classificado |
| --- | -------------- | --- | - | - | - | - | -- | -- | -- | ------------ |
| 1   | Japão          | 9   | 3 | 3 | 0 | 0 | 6  | 1  | +5 | Fase final   |
| 2   | Países Baixos  | 6   | 3 | 2 | 0 | 1 | 7  | 2  | +5 | Fase final   |
| 3   | Estados Unidos | 3   | 3 | 1 | 0 | 2 | 4  | 6  | −2 |              |
| 4   | Gana           | 0   | 3 | 0 | 0 | 3 | 1  | 9  | −8 |              |

| 11 de agosto | Gana | 0 – 3     | Estados Unidos                          | Estádio Alejandro Morera Soto, Alajuela |
| 11:00        |      | Relatório | Cooper 11' · Thompson 38' · Sentnor 51' | Público: 987 Árbitro: AUS Lara Lee      |

| 11 de agosto | Japão        | 1 – 0     | Países Baixos | Estádio Alejandro Morera Soto, Alajuela   |
| 14:00        | Yamamoto 23' | Relatório |               | Público: 877 Árbitro: RSA Akhona Makalima |

| 14 de agosto | Japão                       | 2 – 0     | Gana | Estádio Alejandro Morera Soto, Alajuela   |
| 11:00        | Hamano 62' (pen), 73' (pen) | Relatório |      | Público: 765 Árbitro: CRC Marianela Araya |

| 14 de agosto | Estados Unidos | 0 – 3     | Países Baixos                               | Estádio Nacional, San José               |
| 17:00        |                | Relatório | Koopman 32' · Foederer 55' · Auée 62' (pen) | Público: 2 652 Árbitro: KOR Kim Yu-jeong |

| 17 de agosto | Estados Unidos | 1 – 3     | Japão                                   | Estádio Alejandro Morera Soto, Alajuela         |
| 17:00        | Jackson 70'    | Relatório | Matsukubo 55' · Koyama 67' · Tabata 84' | Público: 1 392 Árbitro: ESP Marta Huerta de Aza |

| 17 de agosto | Países Baixos                               | 4 – 1     | Gana         | Estádio Nacional, San José                |
| 17:00        | Rijsbergen 55' · Henry 51' · Auée 84' (pen) | Relatório | Boaduwaa 53' | Público: 814 Árbitro: VEN Emikar Calderas |

## Fase final
|  | Quartas de final        | Quartas de final        |                         |        | Semifinais     | Semifinais     |  |  | Final                   | Final |
|  |                         |                         |                         |        |                |                |  |  |                         |       |
|  | 20 de agosto – San José |                         |                         |        |                |                |  |  |                         |       |
|  |                         |                         |                         |        |                |                |  |  |                         |       |
|  | Espanha                 | 1                       |                         |        |                |                |  |  |                         |       |
|  | Espanha                 | 1                       | 25 de agosto – San José |        |                |                |  |  |                         |       |
|  | México                  | 0                       |                         |        |                |                |  |  |                         |       |
|  | México                  | 0                       | Espanha                 | 2      |                |                |  |  |                         |       |
|  | 21 de agosto – Alajuela |                         | Espanha                 | 2      |                |                |  |  |                         |       |
|  |                         | Países Baixos           | 1                       |        |                |                |  |  |                         |       |
|  | Nigéria                 | Países Baixos           | 1                       | 0      |                |                |  |  |                         |       |
|  | Nigéria                 |                         | 28 de agosto – San José | 0      |                |                |  |  |                         |       |
|  | Países Baixos           | 2                       |                         |        |                |                |  |  |                         |       |
|  | Países Baixos           | 2                       | Espanha                 | 3      |                |                |  |  |                         |       |
|  | 20 de agosto – San José |                         | Espanha                 | 3      |                |                |  |  |                         |       |
|  |                         | Japão                   | 1                       |        |                |                |  |  |                         |       |
|  | Colômbia                | Japão                   | 1                       | 0      |                |                |  |  |                         |       |
|  | Colômbia                | 25 de agosto – San José |                         | 0      |                |                |  |  |                         |       |
|  | Brasil                  | 1                       |                         |        |                |                |  |  |                         |       |
|  | Brasil                  | 1                       | Brasil                  | 1      | Terceiro lugar | Terceiro lugar |  |  |                         |       |
|  | 21 de agosto – Alajuela |                         | Brasil                  | 1      | Terceiro lugar | Terceiro lugar |  |  |                         |       |
|  |                         | Japão                   | 2                       |        |                |                |  |  |                         |       |
|  | Japão (pen)             | Japão                   | 2                       | 3 (5)  | Países Baixos  | 1              |  |  |                         |       |
|  | Japão (pen)             |                         |                         | 3 (5)  | Países Baixos  | 1              |  |  |                         |       |
|  | França                  | 3 (3)                   |                         | Brasil | 4              |                |  |  |                         |       |
|  | França                  | 3 (3)                   |                         |        | 4              |                |  |  |                         |       |
|  |                         |                         |                         |        |                |                |  |  | 28 de agosto – San José |       |
|  |                         |                         |                         |        |                |                |  |  |                         |       |

### Quartas de final
| 20 de agosto | Espanha     | 1 – 0     | México | Estádio Nacional, San José               |
| 16:30        | Gabarro 25' | Relatório |        | Público: 4 914 Árbitro: KOR Kim Yu-jeong |

| 20 de agosto | Colômbia | 0 – 1     | Brasil             | Estádio Nacional, San José                |
| 20:00        |          | Relatório | Tarciane 26' (pen) | Público: 7 874 Árbitro: WAL Cheryl Foster |

| 21 de agosto | Nigéria | 0 – 2     | Países Baixos           | Estádio Alejandro Morera Soto, Alajuela     |
| 16:30        |         | Relatório | Hulswit 11' · Henry 33' | Público: 3 005 Árbitro: CRC Marianela Araya |

| 21 de agosto | Japão                                                 | 3 – 3 (pro) | França                                         | Estádio Alejandro Morera Soto, Alajuela     |
| 20:00        | Yamamoto 33' (pen) · Hamano 48' · Fujino 120+5' (pen) | Relatório   | Folquet 15' · Mbakem-Niaro 85' · Hoeltzel 110' | Público: 2 979 Árbitro: VEN Emikar Calderas |

|                                    |       | Penalidades                          |  |
| Oyama Koyama Fujino Shimada Tabata | 5 – 3 | Fazer Sombath Mbakem-Niaro Le Guilly |  |

### Semifinal
| 25 de agosto | Espanha          | 2 – 1     | Países Baixos | Estádio Nacional, San José             |
| 16:30        | Gabarro 22', 25' | Relatório | Van Gool 54'  | Público: 4 054 Árbitro: USA Tori Penso |

| 25 de agosto | Brasil   | 1 – 2     | Japão                     | Estádio Nacional, San José                |
| 20:00        | Cris 55' | Relatório | Yamamoto 30' · Hamano 84' | Público: 6 571 Árbitro: SWE Tess Olofsson |

### Disputa pelo terceiro lugar
| 28 de agosto | Países Baixos | 1 – 4     | Brasil                                                    | Estádio Nacional, San José                     |
| 16:30        | Van Gool 21'  | Relatório | Ana Clara 9' · Tarciane 59', 79' (pen) · Gi Fernandes 89' | Público: 15 672 Árbitro: TOG Vincentia Amedome |

### Final
| 28 de agosto | Espanha                                 | 3 – 1     | Japão     | Estádio Nacional, San José                   |
| 20:00        | Gabarro 12' · Paralluelo 22', 27' (pen) | Relatório | Amano 47' | Público: 29 891 Árbitro: VEN Emikar Calderas |

## Premiações
| Copa do Mundo de Futebol Feminino Sub-20 de 2022 |
| Espanha                                          |
| ------------------------------------------------ |
| ESPANHA Campeã (1º título)                       |

### Individuais
As principais premiações individuais foram as seguintes:
| Chuteira de Ouro | Bola de Ouro     | Luva de Ouro   | Fair Play |
| ---------------- | ---------------- | -------------- | --------- |
| ESP Inma Gabarro | JPN Maika Hamano | ESP Txell Font | Japão     |

## Artilharia
8 gols (1)
- ESP Inma Gabarro

4 gols (1)
- JPN Maika Hamano

3 gols (6)
- BRA Tarciane
- ESP Salma Paralluelo
- FRA Esther Mbakem-Niaro
- FRA Magnaba Folquet
- JPN Yuzuki Yamamoto
- NGA Esther Onyenezide

2 gols (7)
- BRA Aline
- BRA Rafa Levis
- COL Linda Caicedo
- NED Liz Rijsbergen
- NED Marit Auée
- NED Rosa van Gool
- NED Ziva Henry

1 gol (40)
- AUS Bryleeh Henry
- AUS Kirst Fenton
- AUS Sarah Hunter
- BRA Ana Clara
- BRA Cris
- BRA Gi Fernandes
- BRA Mileninha
- BRA Pati Maldaner
- BRA Priscila
- CAN Kaila Novak
- CAN Olivia Smith
- COL Mariana Muñoz
- CRC Alexandra Pinell
- ESP Ane Elexpuru
- ESP Ariadna Mingueza
- ESP Sonia García Majarín
- FRA Mégane Hoeltzel
- GER Clara Fröhlich
- GER Gia Corley
- GER Sophie Weidauer
- GHA Doris Boaduwaa
- JPN Aoba Fujino
- JPN Haruna Tabata
- JPN Manaka Matsukubo
- JPN Shinomi Koyama
- JPN Suzu Amano
- KOR Mun Ha-yeon
- MEX Alexia Villanueva
- MEX Anette Vázquez
- NED Dana Foederer
- NED Sanne Koopman
- NED Zera Hulswit
- NGA Chioma Olise
- NGA Flourish Sabastine
- NZL Charlotte Lancaster
- NZL Emily Clegg
- USA Ally Sentnor
- USA Alyssa Thompson
- USA Michelle Cooper
- USA Simone Jackson

Gols contra (2)
- CAN Brooklyn Courtnall (para a Coreia do Sul)
- MEX Carol Cazares (para a Nova Zelândia)